# (19007) Nirajnathan
(19007) Nirajnathan (2000 RD68) – planetoida z pasa głównego asteroid okrążająca Słońce w ciągu 3,42 lat w średniej odległości 2,27 j.a. Odkryta 2 września 2000 roku.